# 高橋禎二
高橋 禎二（たかはし ていじ、1891年5月6日 - 1953年3月17日）は、日本の哲学研究者、翻訳家。
千葉県出身。東京帝国大学哲学科卒。第四高等学校教授。ドイツ文学ではシュテファン・ツヴァイクの作品などを多く翻訳した。

## 翻訳
- 近代文学に現れたる超人 レオ・ベルク 国文堂書店、1920
- ゲエテの哲学とファウスト ヴィンデルバント 大村書店、1922 大村論文叢書
- 現代思潮の基礎 エルンスト・ベルクマン 内田老鶴圃、1924
- 文学原論 ヱルンスト・ヱルスタア 東京堂書店、1924
- 人本主義と浪曼主義 ヘルマン・アウグスト・コルフ 東京堂書店、1926
- 現象学的芸術論 モーリッツ・ガイガー 神谷書店、1929
- ジョゼフ・フーシェ 変貌の政治家 ステファン・ツワィク 秋山英夫共訳 河出書房、1939、岩波新書 1951、のち岩波文庫 改版2011
- エラスムスの勝利と悲劇 シュテファン・ツワイク 河出書房、1943
- マリー・アントアネット シュテファン・ツワイク 秋山英夫共訳 青磁社、1948、のち三笠書房、岩波文庫 上下
- マゼラン 海洋の征服者 シュテフアン・ツワイク 青磁社、1949
  - マゼラン ツヴァイク 藤井智瑛共訳 角川文庫 1958
- 自由と獨裁 シュテファン・ツワイク 弘文堂 アテネ文庫、1950
- トルストイ シュテファン・ツワイク 弘文堂 アテネ新書、1950
- ドストエーフスキイ シュテフアン・ツワイク 弘文堂 アテネ新書、1950
- レーニンの封印列車 シュテファン・ツワイク 弘文堂 アテネ文庫、1951
- メリー・スチュアート ツヴァイク 西義之共訳 新潮文庫（上下） 1953、復刊1994

## 参考
- 「ジョゼフ・フーシェ」訳者略歴